# Partido Húngaro de la Justicia y la Vida
El Partido Húngaro de la Justicia y la Vida (en húngaro: Magyar Igazság és Élet Pártja, MIÉP) fue un partido político nacionalista húngaro fundado por István Csurka en 1993 como escisión del Foro Democrático de Hungría.
En las elecciones legislativas de 1998, el partido obtuvo el 5,5% de los votos y obtuvo representación parlamentaria, con 14 escaños.
En las elecciones de 2002, el partido obtuvo el 4,4% del voto popular y ningún escaño.
En 2005, MIÉP unió fuerzas con un partido político nacionalista húngaro radical más nuevo, Jobbik. La nueva coalición política se registró con el nombre de Alianza de Partidos de la Tercera Vía MIÉP-Jobbik. Pretendía hablar por los cristianos mientras defendía los derechos de las minorías húngaras en los países vecinos. El programa se basó en una agenda de "ley y orden", con el fin de tomar medidas enérgicas contra el crimen. Tras un enconado fracaso en las elecciones de 2006, la alianza se rompió. Posteriormente, el MIÉP perdió su liderazgo de las fuerzas de extrema derecha en Hungría, y Jobbik logró el éxito en las elecciones de 2010.
Csurka murió el 4 de febrero de 2012, a los 77 años, tras una larga enfermedad. Fue reemplazado por el exdiputado Zoltán Fenyvessy. En 2017, Zoltán Fenyvessy fue reemplazado por Tibor Nagy.
A principios de 2019, el Movimiento Nuestra Patria hizo una alianza con el Partido Húngaro de la Justicia y la Vida y el Partido Independiente Cívico de los Pequeños Propietarios y de los Trabajadores Agrarios.
El 27 de julio de 2021, el MIÉP se disolvió tras fusionarse con el Movimiento Nuestra Patria.